# Keriman Halis Ece
Keriman Halis (Estambul, 16 de febrero de 1913 - 28 de enero de 2012) fue una pianista y modelo turca que ganó el título de Miss Universo en 1932.

## Biografía
Nació en Estambul en la época otomana como hija del hombre de negocios Tevfik Halis y su mujer Ferhunde Hanım, y tuvo cinco hermanos. Después de la ley de apellidos, fue conocida como Keriman Halis Ece. (Ece en turco significa «reina» y el apellido se lo sugirió Mustafa Kemal Atatürk.)
Keriman Halis ganó el título del Concurso Internacional de Belleza (que era el concurso de belleza que existía antes del de Miss Universo realizado entre 1926 y 1935), en su edición de 1932, organizada en la ciudad de Spa, Bélgica, el 31 de julio. Para ir a este concurso fue elegida el 3 de julio de 1932, en el concurso de belleza Miss Turquía, realizado por el diario Cumhuriyet desde 1929. Según alguna fuente Keriman Halis era de origen étnico uzbeko.
Como reina de la belleza, fue un símbolo de la nueva libertad de la Mujer del Oriente Medio, después del final de la Primera Guerra Mundial y fue celebrada por la prensa árabe en Egipto y del Mandato francés de Siria. De vuelta a Turquía, el presidente Mustafa Kemal (Atatürk) la felicitó por su manifestación de «la noble belleza de la raza turca».
Murió en Estambul donde está enterrada en el cementerio de Feriköy, después de una ceremonia funeral dentro de un ataúd cubierto con una bandera turca.